# Право-Булачная улица
Право-Булачная улица (тат. Уң як Болак урамы) — улица в историческом центре Казани.

## География
Улица начинается от Площади Тысячелетия и проходит вдоль реки Булак, пересекая улицы Чернышевского, Мусы Джалиля, Кави Наджми, Астрономическая, Университетская, и заканчивается пересечением с улицей Пушкина и Татарстан; далее продолжается как улица Марселя Салимжанова.

## История
Во времена Казанского ханства вдоль правого берега Булака проходила крепостная стена. После захвата Казани русскими крепость была расширена, и значительная часть местности, занятой современной улицей, оказалась внутри неё. Во второй половине XVI века правый берег Булака в его верхнем течении был занят посадом, а в среднем течении находились Вешнякова и Новая (Богоявленская) слободы. В конце XVIII века улица имела деревянную застройку, которая к началу второй половины XIX века улица сменилась каменной. В конце XIX — начале XX века на улице в разное время находились: Казанская ремесленная управа, канцелярия Лаишевского резервного батальона, XXVII городское начальное училище, типолитография Домбровского.
До революции улица имела название Правая набережная Булака и административно относилась к 1-й полицейской части.
2 ноября 1927 года улице было присвоено современное название.
После введения районного деления в Казани относилась к Бауманскому району, а после его упразднения — к Вахитовскому району.

## Примечательные объекты
- № 5/30 ― Академия наук Республики Татарстан.[19]
- № 17 — жилой дом (1841 г.).[20]
- № 29 — дом Е. М. Гордеевой.[21]
- № 35/2 ― офисно-деловой центр «Булак».[22]
- № 37/1 — дом Жиркомбината им. Вахитова (1951—1952 гг., арх. Рашид Муртазин[тат.]).[23]
- № 41 ― дом К. Ф. Розентрейтера.[24]
- № 41 лит. 12 ― здание складов (1-я половина XIX века).[25]
- № 53/2 — бывшее здание Никольской церкви.[26]
- № 55/1 — административное здание «Казэнерго» (архитекторы Махмут Игламов[тат.] и Павел Саначин, 1949 г.).[27]

### Утраченные
- № 1/4 ― дом Бочарова (середина XIX века).[28]
- № 31 ― дом Добрынина.[29]
- № 43 ― дом Н. Н. Кисилёва.[30]
- № 45/2 — дом А. С. Соловьёва.[31]
- № 45 — здание складов И. У. Батурина-А. С. Меркулова (середина XIX века).[32]
- № 47 — дом Меркулова.[33]
- № 24а ― банно-прачечный комбинат «Здоровье» (архитекторы Л. Ершова и В. Поспелов, 1978 г., снесён в 2017 году).[34][35]

## Транспорт
- На улице расположены остановки общественного транспорта «Чернышевского», «Педагогический университет» и «Комбинат „Здоровье“», на которых останавливаются как автобусы, так и троллейбусы. Ближайшие станции метро — «Кремлёвская» и «Площадь Тукая».

### Трамвай
Трамвайное движение на улице началось в 1933 году и прекратилось к 1958 году; в разное время по ней проходили маршруты № 1 («Кольцо — Дальнее Устье»), № 4 («Ж\д вокзал — Суконная слобода»), № 5 («Кольцо — Ягодная слобода», в 1933—1934 гг.) и № 9. После 1958 года рельсы сохранились на небольшом участке между улицами Университетская и Пушкина и были частью разворотного кольца для маршрутов № 5 и № 12. На этом участке рельсы были сняты в 2002 году.

## Известные жители
На улице в разное время проживали физиолог Григорий Гумилевский, генерал-майор Пётр Береснев, секретарь правления Чувашского национального общества Агафья Гаврилова, писатель Хамит Кавиев.

### Комментарии
1. ↑  в 1899 году улицу предлагалось переименовать в Вешняковскую[6]